# Bodobácsok
A bodobácsok (Lygaeidae) a rovarok (Insecta) osztályának félfedelesszárnyúak (Hemiptera) rendjébe, ezen belül a poloskák (Heteroptera) alrendjébe és a címerespoloska-alkatúak (Pentatomomorpha) alrendágba tartozó család.
Európában több mint 100 bodobácsfaj él; ezek között a Kárpát-medencében is elterjedt vörösfoltos bodobács (Lygaeus equestris).

## Rendszerezés
A családba 4 alcsalád tartozik:
- Ischnorhynchinae
- Lygaeinae
- Orsillinae
- Psamminae